# Santuario (novela de Edith Wharton)
Santuario es la primera novela de la autora estadounidense Edith Wharton que se publicó en 1903, cuando la autora contaba cuarenta y un años. Es menos conocida que otras obras posteriores de la escritora, como La casa de la alegría (1905).

## Argumento
Santuario narra la historia de una familia de la alta sociedad estadounidense, la integrada por Denis Peyton, su novia y después mujer, Kate (Orme) Peyton, y el hijo de ambos, Dick.  Tras descubrir que la fortuna de su prometido tiene un origen oscuro que, por otra parte, su familia conoce y aprueba, la joven Kate Orme debe enfrentarse por primera vez a la cara cruda de la vida de que hasta entonces su educación de señorita la había mantenido alejada. Kate, ya convertida en señora Peyton, aceptará la decepción que supone la inmoralidad de su marido y la hipocresía de la sociedad que los ampara, y se dedicará a expiar la culpa de la que es cómplice dedicándose por completo a su papel de madre. 
Una vez muerto su marido, Kate observará con inquietud los pasos y decisiones de su hijo Dick, temiendo que éste haya heredado el carácter poco ético de su padre a pesar de todos sus esfuerzos. 
El drama de la protagonista es que, pese a saberse más inteligente y dotada que muchos de sus antagonistas masculinos (empezando por su propio marido), debe permanecer en el segundo plano que correspondía en aquel tiempo a las mujeres, intentando influir en las decisiones de los hombres sin que estos sean conscientes. 
Como dice Marta Sanz en su introducción a la edición española, "Wharton ofrece al lector dos historias especulares en las que cuestiona qué es actuar correctamente, en función de qué principios y de qué valores; qué es la conciencia, de dónde nace, en dónde repercute; y qué significa corromperse. Todo ello en el seno de una sociedad que transforma a los individuos honestos en animales acorralados y los conceptúa de tontos". 